# Josh Willingham
Pour les articles homonymes, voir Willingham.
Joshua David Willingham (né le 17 février 1979 à Florence, Alabama, États-Unis) est un ancien joueur de baseball qui évolue dans les Ligues majeures comme voltigeur et frappeur désigné de 2004 à 2014.
Il est l'un des 13 joueurs de l'histoire des majeures à avoir frappé deux grands chelems dans un même match, un exploit accompli en 2009 avec les Nationals de Washington.

## Carrière

### Marlins de la Floride
Josh Willingham est sélectionné au 17e tour par les Marlins de la Floride en 2000. Il joue son premier match dans les Ligues majeures le 6 juillet 2004. 
Après avoir disputé moins d'une trentaine de matchs dans les grandes ligues répartis sur deux années, il joue sa saison recrue en 2006, cognant 26 circuits et faisant marquer 74 points en 142 parties. Sa moyenne au bâton s'élève à, 277.
En 2007, il présente une moyenne de, 265 avec 21 circuits et 89 points produits.

### Nationals de Washington
Après la saison 2008, Willingham et le lanceur Scott Olsen sont échangés aux Nationals de Washington pour le joueur de deuxième but Emilio Bonifacio et deux joueurs des ligues mineures, Jake Smolinski et P. J. Dean.
Le 27 juillet 2009, Josh Willingham frappe deux grands chelems et produit 8 points dans un gain de 14-6 des Nationals sur les Brewers de Milwaukee, à Milwaukee. Ses 8 points produits établissent un record des Nationals et égalent le record de la franchise (auparavant basée à Montréal) établi par Chris Speier, Andre Dawson et Tim Wallach ; la marque est battue en 2017 par Anthony Rendon. Willingham est aussi le premier joueur à claquer deux grands chelems en un même match depuis Bill Mueller pour Boston le 29 juillet 2003.

### Athletics d'Oakland
Le 17 décembre 2010, les Nationals échangent Willingham aux Athletics d'Oakland en retour du lanceur Henry Rodríguez et du voltigeur des ligues mineures Corey Brown.
Willingham connaît la meilleure saison de sa carrière en offensive à son unique année chez les A's. En 136 matchs, il frappe 29 circuits et produit 98 points, deux sommets personnels. Il bat également ses records de coups sûrs (120) et de points marqués (69) en une saison.

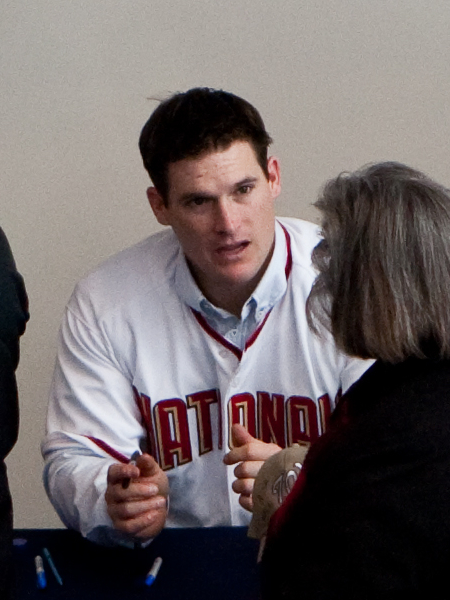
Josh Willingham joue pour les Nationals en 2009 et 2010.

### Twins du Minnesota
Devenu agent libre après la saison 2011, Willingham signe le 15 décembre un contrat de trois saisons pour 21 millions de dollars avec les Twins du Minnesota. 
Dans une saison où les Twins perdent 96 matchs et terminent au dernier rang de leur division, Willingham connait la meilleure saison de sa carrière en offensive, qui lui vaut un Bâton d'argent à la position de voltigeur. Il égale le record de franchise établi par Kirby Puckett en 1994 en frappant en lieu sûr dans les 15 premiers matchs de la saison. Willingham mène les Twins avec 35 circuits, 110 points produits et une moyenne de puissance de, 524. Il ajoute 30 doubles et affiche une moyenne au bâton de, 260 en 145 matchs joués.
En revanche, sa saison 2013 est très décevante : sa moyenne au bâton chute à, 208 et sa moyenne de puissance se chiffre à, 368 en 111 matchs. Il rate 51 parties, la plupart en raison d'une blessure au pied gauche. Il réussit 14 coups de quatre buts et fait marquer 48 points.
En 68 matchs en 2014 pour Minnesota, il ne fait guère mieux que l'année précédente, sa moyenne au bâton ne s'élevant qu'à, 210 avec 12 circuits et 34 points produits.

### Royals de Kansas City
Le 11 août 2014, les Twins échangent Willingham aux Royals de Kansas City, club engagé dans la course aux séries éliminatoires, en retour de Josh Adam, un jeune lanceur droitier des ligues mineures. Il terme la saison régulière 2014 avec 14 circuits, 40 points produits et une moyenne au bâton de ,215 en 92 matchs au total pour Minnesota et Kansas City.
Willingham apparaît dans 24 matchs des Royals, puis à quatre reprises comme frappeur suppléant dans les séries éliminatoires. Il obtient un coup sûr et est retiré sur des prises à son seul passage au bâton en Série mondiale 2014 le 22 octobre, lors du second match de la finale perdue par les Royals aux mains des Giants de San Francisco. C'est son dernier match dans les majeures : le 24 novembre suivant, Willingham annonce sa retraite après 11 saisons au plus haut niveau.